# 深的深
《深的深》是中国大陆男歌手周深的首张个人录音室专辑，此专辑中的歌曲和创作者及演唱者共获得四项大奖，还收录了此前曾获得十多项大奖的大鱼和玫瑰与小鹿。

## 製作與發行
《深的深》歷時三年製作，由钱雷（作曲）、尹约（作词）、高晓松（作曲作词）共同创作，高晓松擔任監製，這也是尹约首次担任制作人，專輯共收录了十首歌曲。據中国中央电视台音乐频道的节目《今乐坛》报道：“专辑中每一首歌的曲风都各不相同，其中包含中国风、咏叹调、童话等多种元素，或浅吟低唱、或悠远绵长、周深曼妙的声线与宽广的音域，在专辑的十首歌曲之中得到了充分展示”。

于2015年作为单曲发行的玫瑰与小鹿由尹约作词、高晓松作曲。在制作专辑时，又重新录制了唱片版。周深说，是因为唱功有进步。浅浅于2017年11月2日作为二單发行，由尹约作词、钱雷作曲，在歌曲末段加入了一段美声唱法。由尹约作词、高晓松作曲的哥哥，致敬张国荣的一首作品。“凡人终有一死，只有心事永恒”，这首歌的原名是《放生心事》。在2019年11月9日北京工人体育馆举行的周深C-929星球全国巡回演唱会首次现场演唱的迎刃由尹约作词、钱雷作曲。
“你给我不痊愈的伤，还要我用余生报偿”，“是你给我不痊愈的伤，还要我勇敢迎刃而上”
对于这种艰难的处境，歌中表达的是“决不与过去握手和解”以及“闭上双眼咬牙穿越刀锋”的倔强和勇敢。
专辑的主打歌蓝色降落伞于2017年10月27日作为首單发布。這首由高晓松与尹约共同作词、高晓松作曲的歌曲获得了2018年全球华人歌曲排行榜年度金曲，词作者高晓松和尹约凭此曲获得第25届东方风云榜最佳作词。风景為翻唱景枫的作品。先前於2016年发行的妳同樣也重新录制。白墙和前面所有的歌曲都不同，这首歌由尹约作词、高晓松作曲是三拍子摇摆风格的音乐，表面欢快的曲调，开头俏皮的歌词，后面却透露出厚重的悲伤以及对现实的无奈。此曲亦作为腾讯视频2022年纪录片《真实生长》的片尾曲播放。作为2016年动画电影《大鱼海棠》的印象曲发行的大鱼由尹约作词、钱雷作曲，是周深的成名作，为他获得八项大奖，同樣也重新录制。专辑的最后一首一缕执念由高晓松与尹约作词、钱雷作曲，周深说这首歌有点像结尾又延续的感觉，所以就放在整张专辑的最后一首。
在“周深2017新专辑音乐品鉴沙龙”现场，除了上述主创人员，还有周天澈（混音师、母带师）、倪涵文（录音师、混音助理）、Lost 7（插画作者）、方亮（平面视觉设计）、陈舒（简体手写）等多位参与专辑制作的人员，以及专辑发行公司海蝶音乐和华宇世博的母公司太合音乐集团CEO钱实穆和副总裁张枏，集体为周深新专辑发布站台。當谈到专辑名稱时，周深表示，“首先我叫周深，其次这张专辑的制作人，也是词作尹约，就是说这张专辑不仅仅侧重于曲子，也更侧重的是词里面的深意，然后第三个就是对音乐的一个深度的探索。一开始高晓松老师是想把这张专辑叫一个人的唱诗班，然后我们就觉得可能有点太文艺了，后面叫《深的深》我发现，比那个还文艺。”（酷狗直播in雄联盟第六期 2018年2月6日）
2017年11月6日，由海蝶音乐发行了实体版本，以“文艺青年的气息”为主题，是一次创新式的与气味图书馆的跨界合作。数字版本則由华宇世博发行在网易云音乐上线，11月9日在腾讯音乐旗下各音乐平台上线。之后几年也由臉霧（北京）影視文化發展有限公司陆续在中国大陆之外的音乐与视频平台发布。

## 曲目列表
| 深的深   | 深的深               | 深的深       | 深的深   | 深的深 |
| 曲序     | 曲目                 |              | 作曲     | 时长   |
| -------- | -------------------- | ------------ | -------- | ------ |
| 1.       | 玫瑰与小鹿           | 尹约         | 高晓松   | 3:17   |
| 2.       | 浅浅（第二主打歌）   | 尹约         | 钱雷     | 3:55   |
| 3.       | 哥哥                 | 尹约         | 高晓松   | 4:33   |
| 4.       | 迎刃                 | 尹约         | 钱雷     | 4:38   |
| 5.       | 蓝色降落伞（主打歌） | 高晓松、尹约 | 高晓松   | 3:57   |
| 6.       | 风景                 | 高晓松       | 高晓松   | 3:27   |
| 7.       | 妳                   | 尹约         | 高晓松   | 3:53   |
| 8.       | 白墙                 | 尹约         | 高晓松   | 3:14   |
| 9.       | 大鱼                 | 尹约         | 钱雷     | 5:18   |
| 10.      | 一缕执念             | 高晓松、尹约 | 钱雷     | 4:04   |
| 总时长： | 总时长：             | 总时长：     | 总时长： | 40:04  |

以下部分内容来自虾米音乐、豆瓣音乐（数字版）和豆瓣音乐(实体CD版)：

## 排行榜
| 专辑名称        | 排行榜 2019-2020年 | 榜单类型 | 最佳名次           |
| --------------- | ------------------ | -------- | ------------------ |
| 《深的深》 周深 | 天沐音乐T榜        | 月榜     | 1 （进榜月数：16） |

## 奖项
| 年份                         | 颁奖机构                           | 奖项                                | 结果 |
| ---------------------------- | ---------------------------------- | ----------------------------------- | ---- |
| 2021                         | 2020年京东图书年度榜单             | IP文娱商品榜TOP10之第四位《深的深》 | 獲獎 |
| 2019                         | 中央人民广播电台MusicRadio音乐之声 | TOP榜2018年度奖项入围作品《深的深》 | 入圍 |
| 2018                         | 全球华人歌曲排行榜(0:45)           | 年度最佳新人周深                    | 獲獎 |
| 2018                         | 全球华人歌曲排行榜(0:45)           | 年度金曲《蓝色降落伞》              | 獲獎 |
| 2018                         | 第二届CMA唱工委音乐奖              | 最佳新人周深                        | 提名 |
| 2018                         | 第25届东方风云榜                   | 最佳作词高晓松、尹约《蓝色降落伞》  | 獲獎 |
| 2018                         | 第25届东方风云榜                   | 年度飞跃歌手周深                    | 獲獎 |
| 2018                         | 2017爱奇艺娱乐小红花榜年度专辑     | 周深《深的深》                      | 入圍 |
| 2018                         | 岷江排行榜2017年度总盘点音乐荣耀   | 2017年度内地十大专辑《深的深》      | 獲獎 |
| 《大鱼》获得的十个奖项       |                                    |                                     |      |
| 《玫瑰与小鹿》获得的两个奖项 |                                    |                                     |      |